# ビスケー湾
ビスケー湾（英語: Bay of Biscay, [ˈbɪskeɪ, -ki]）は、北大西洋の一部でイベリア半島の北岸からフランス西岸に面する湾である。

## 名称
「ビスケー湾」とは英語表記(Bay of Biscay, [ˈbɪskeɪ, -ki])に由来している。フランス語ではGolfe de Gascogne（ガスコーニュ湾）、スペイン語ではGolfo de Vizcaya（ビスカヤ湾）と、それぞれこの湾が面するガスコーニュ地方、ビスカヤ地方に因んだ名で呼ばれており、いずれもバスク地方に関連する地名である。スペインではビスケー湾南部をカンタブリア海と呼び、これはカンタブリア地方に由来している。
ブレトン語ではPleg-mor Gwaskogn、ガスコーニュ語ではGolf de Gasconha。カンタブリクム海(Mare Cantabricum)、アキタニクス湾(Sinus Aquitanicus)という古称がある。英語ではガスコニー湾(Gulf of Gascony)と呼ぶこともある。フランスではこの湾と大西洋の海域が区別される。
ガリシア州のエスタカ・デ・バレスを西端、ピレネー＝アトランティック県のアドゥール川河口を東端として、ビスケー湾の南端部はスペインでカンタブリア海(Mar Cantábrico)と呼ばれるが、この用語は英語では一般的に使用されない。紀元前1世紀にローマ人によってシヌス・カンタブロルム（Sinus Cantabrorum、カンタブリア人の海）と名付けられ、マレ・ガリャエクム（Mare Gallaecum、ガリシア人の湾）友呼ばれた。中世におけるいくつかの地図では、ビスケー湾はエル・マール・デル・ロス・バスコス（El Mar del los Vascos、バスク人の海）として記載されている。

## 地理

ビスケー湾とその周辺の海底地形

### 地勢・範囲
かなり沖合まで大陸棚が広がっており、湾内は好漁場とされる。平均水深は1,744メートル、最大水深は4,735メートルである。大西洋の厳しい天候の影響下にあり、特に冬季にはビスケー湾は大嵐となることがある。潮差が大きいことで知られ、最大12メートルに達する。フランス沿岸部は砂丘が発達しており良港に恵まれない。
国際水路機関はビスケー湾の範囲を「（ガリシア州の）オルテガル岬北緯43度46分 西経7度52分 / 北緯43.767度 西経7.867度と（ブルターニュ半島突端部南端の）パンマール岬北緯47度48分 西経4度22分 / 北緯47.800度 西経4.367度を結ぶ線の間」と定義している。オルテガル岬とブルターニュ半島沖合のウェサン島までとされることもある。

### 気候
海洋性の気候で夏季でもどんよりと曇って涼しいのが一般的である。晩春から初夏にかけて巨大な霧の三角形がビスケー湾の南西半分を覆い、また霧はイベリア半島の数キロメートル内陸にまで侵入する。
冬季に入ると天候が厳しくなる。西から頻繁に低気圧がやってきて、北側のイギリス諸島に向かうか、イベリア半島のエブロ川流域に侵入する。最終的にはエブロ川流域を抜けて地中海に達し、低気圧は強力な雷雨に生まれ変わる。この低気圧は海上に悪天候をもたらし、沿岸部には休みなく続く雨をもたらす。この雨はオルバーリョ、シリミリ、モリーナ、オルバージュ、オルピン、カラボボスなどと呼ばれる。気圧が急低下する時にはしばしば強力な暴風が形成される。
大陸棚の末端部から反時計回りにメキシコ湾流が湾内に入り、1年中穏やかな水温を保つ。

### 主な島
フランス

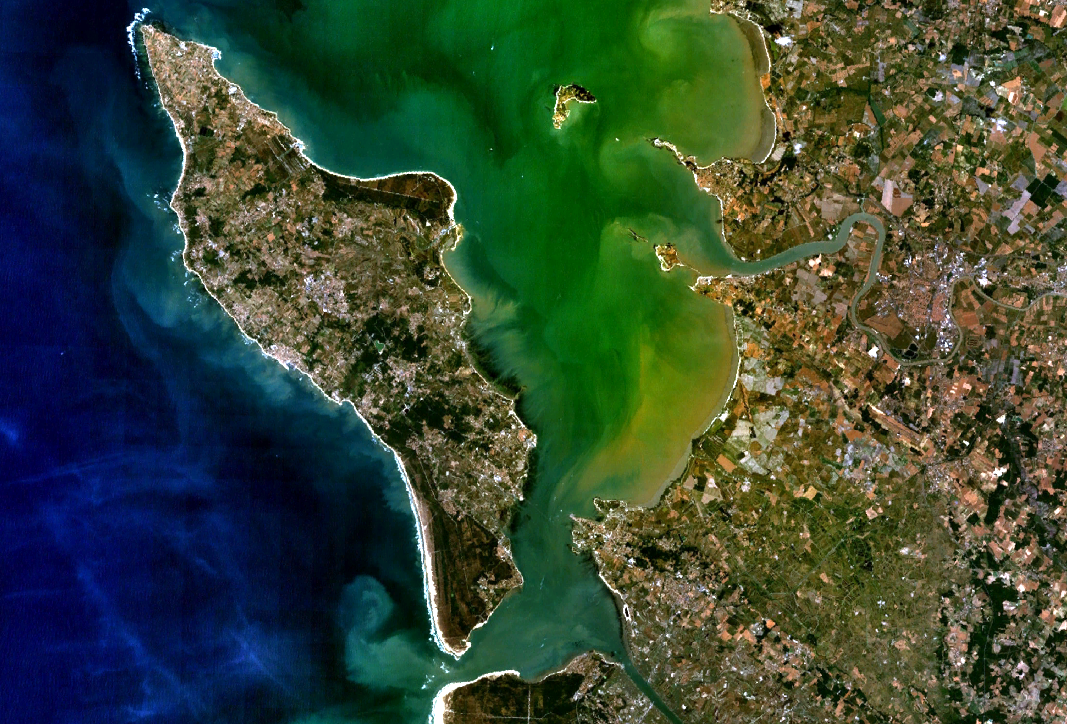
オレロン島（175 km2）
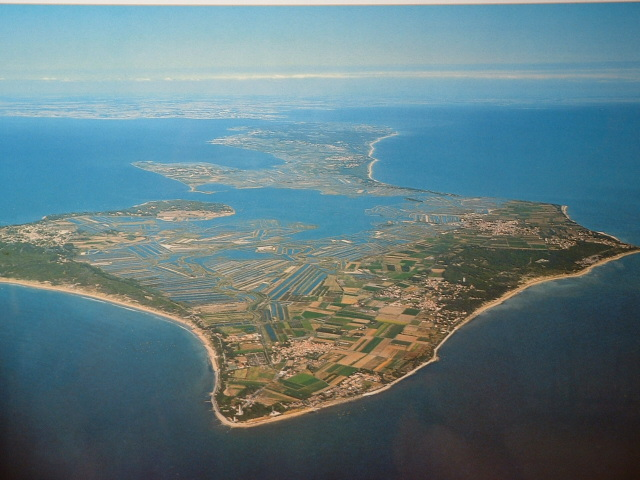
レ島
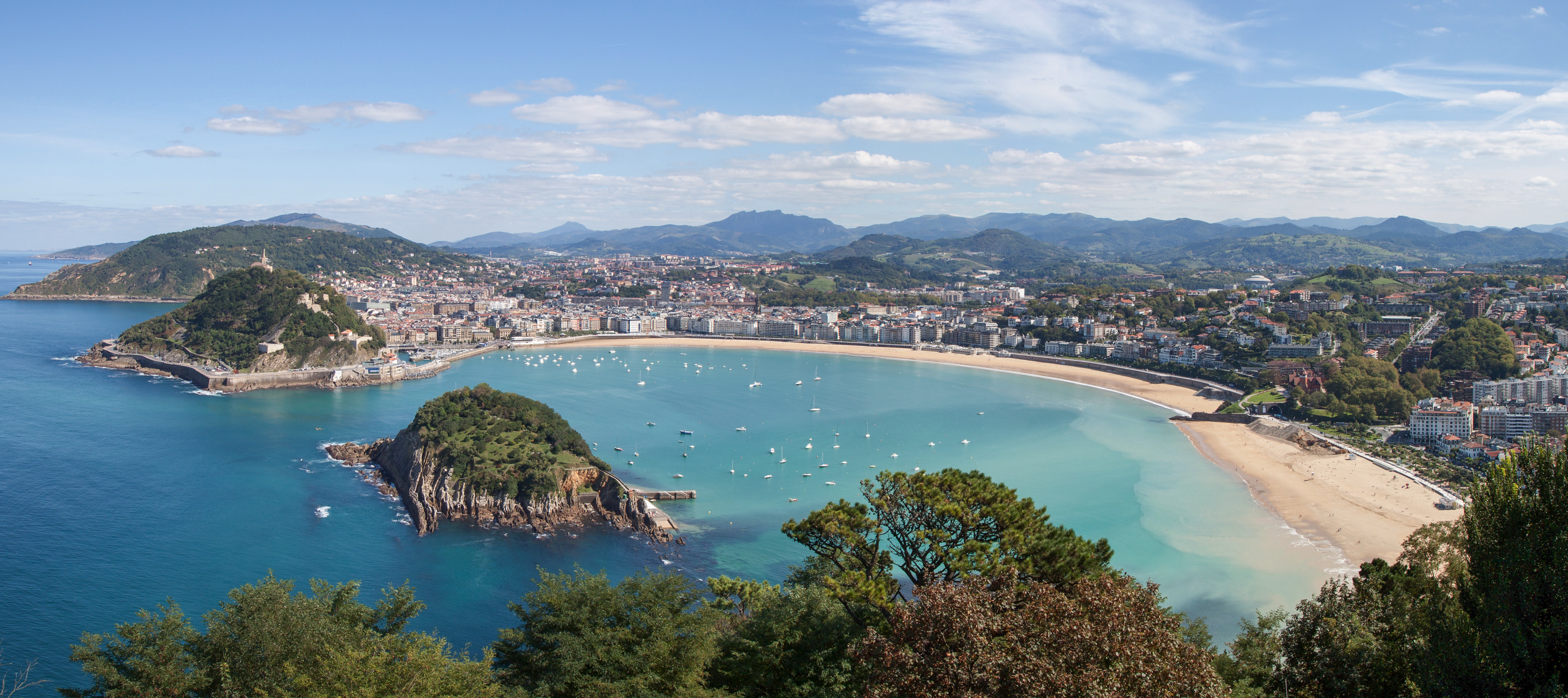
サンタ・クララ島
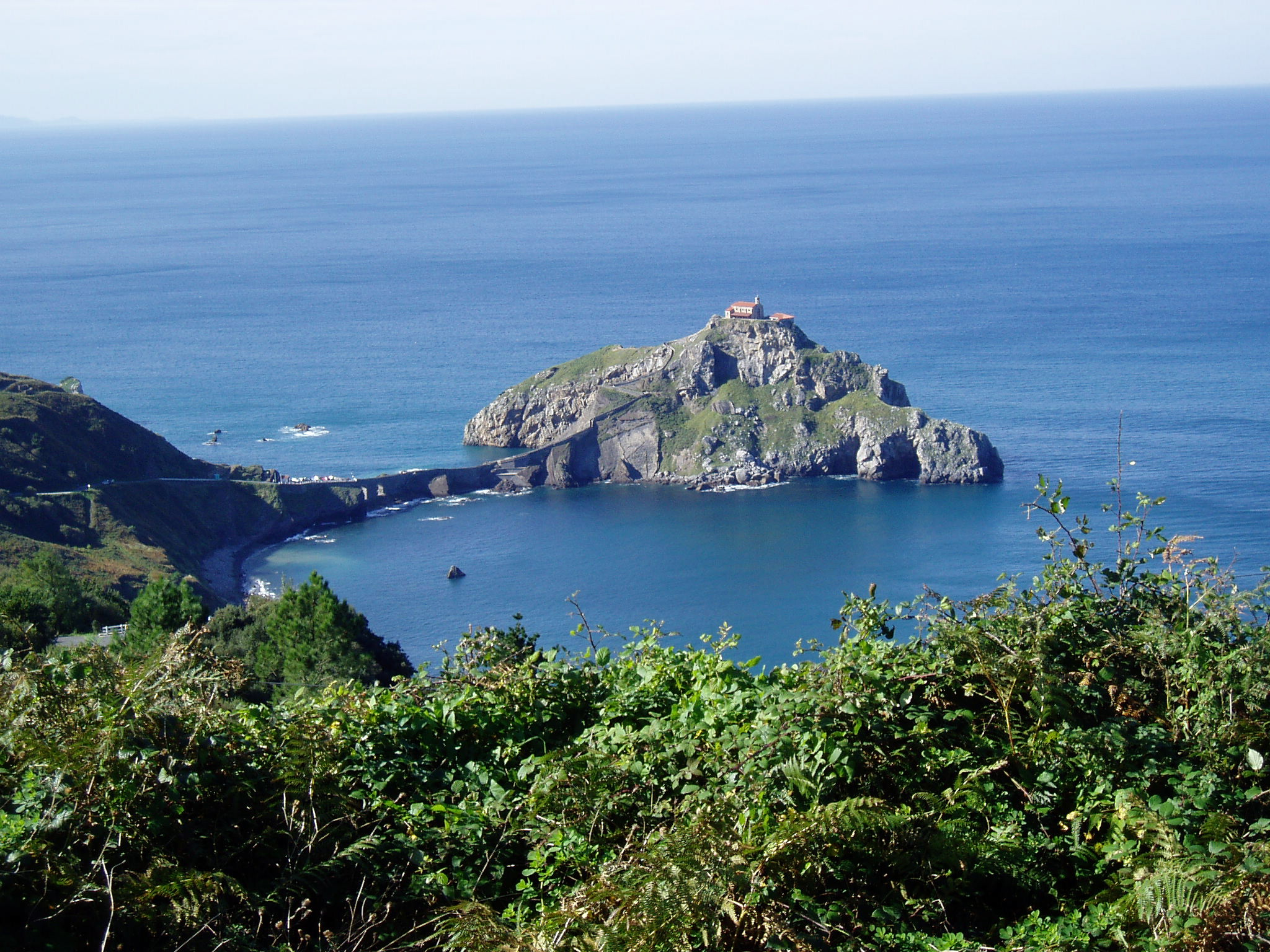
ガステルガチェ

- レ島（85 km2）
- ベル＝イル＝アン＝メール（84 km2）
- ノワールムティエ島（49 km2）
- ユー島（23 km2）
- ウェサン島（15 km2）
- グロワ島（14 km2）

スペイン
- サンタ・クララ島（0.056 km2）

- オレロン島
- レ島
- サンタ・クララ島
- ガステルガチェ

### 主な河川

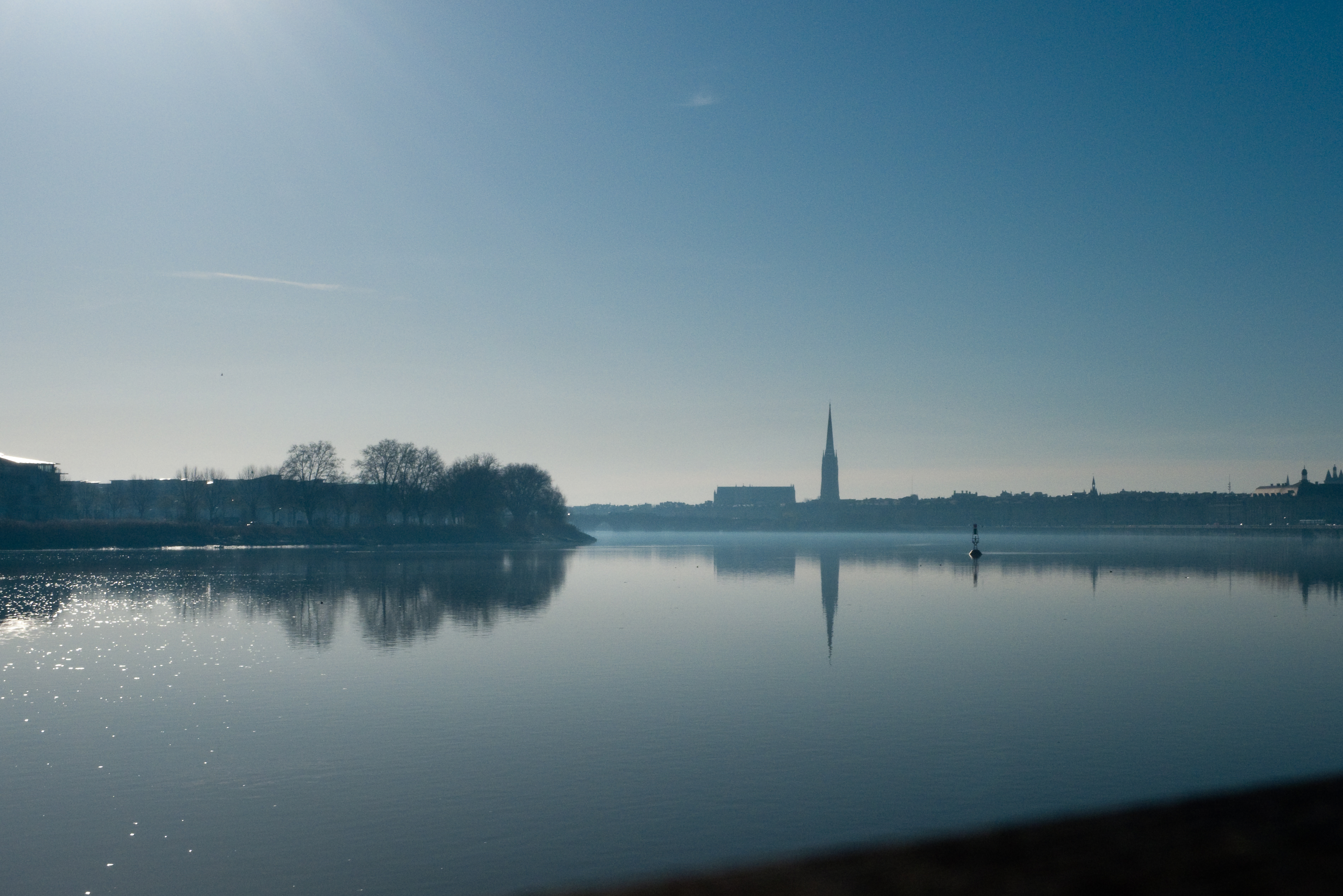
ガロンヌ川とボルドー市街地

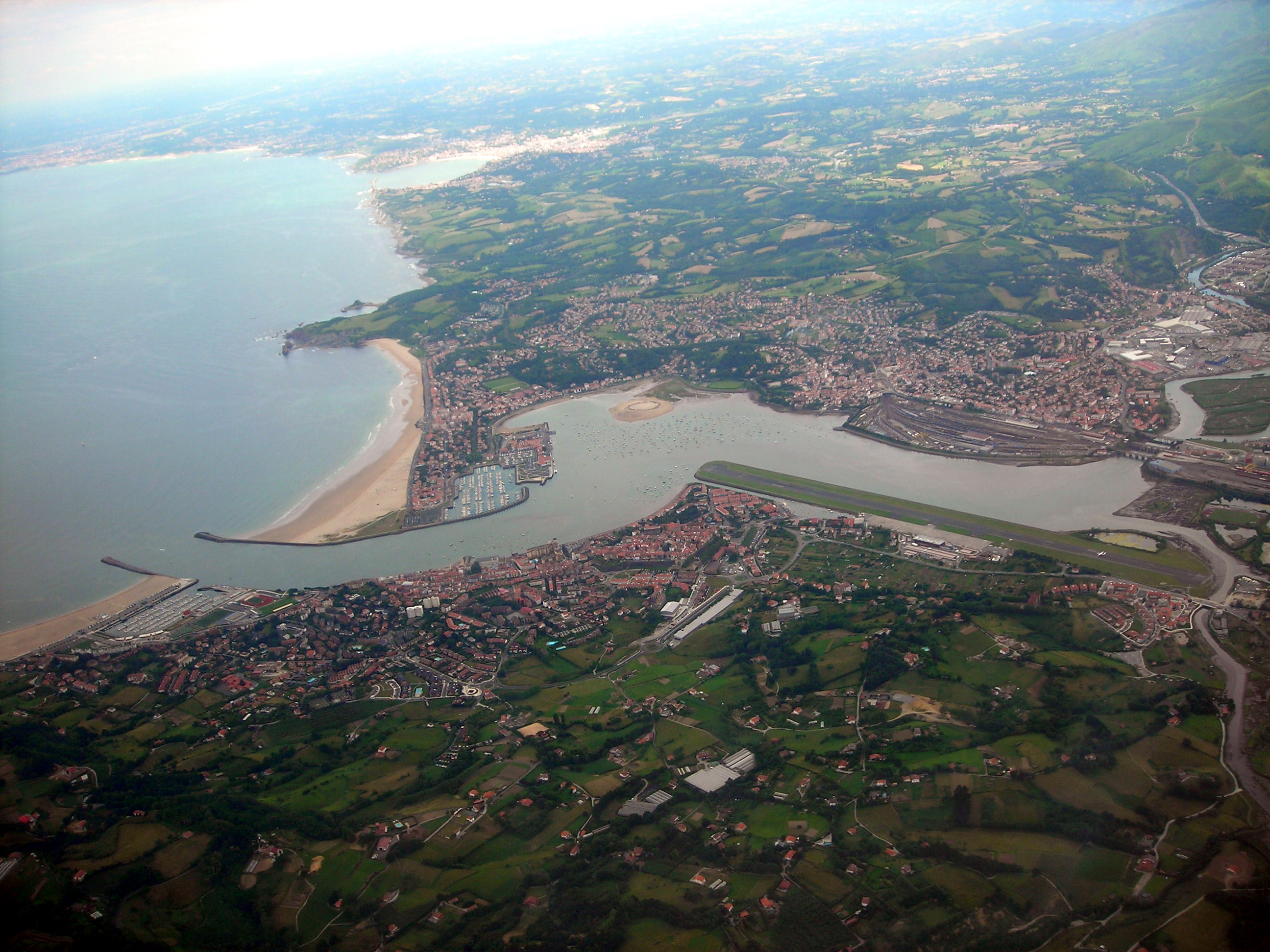
ビダソア川河口部のチングディ湾

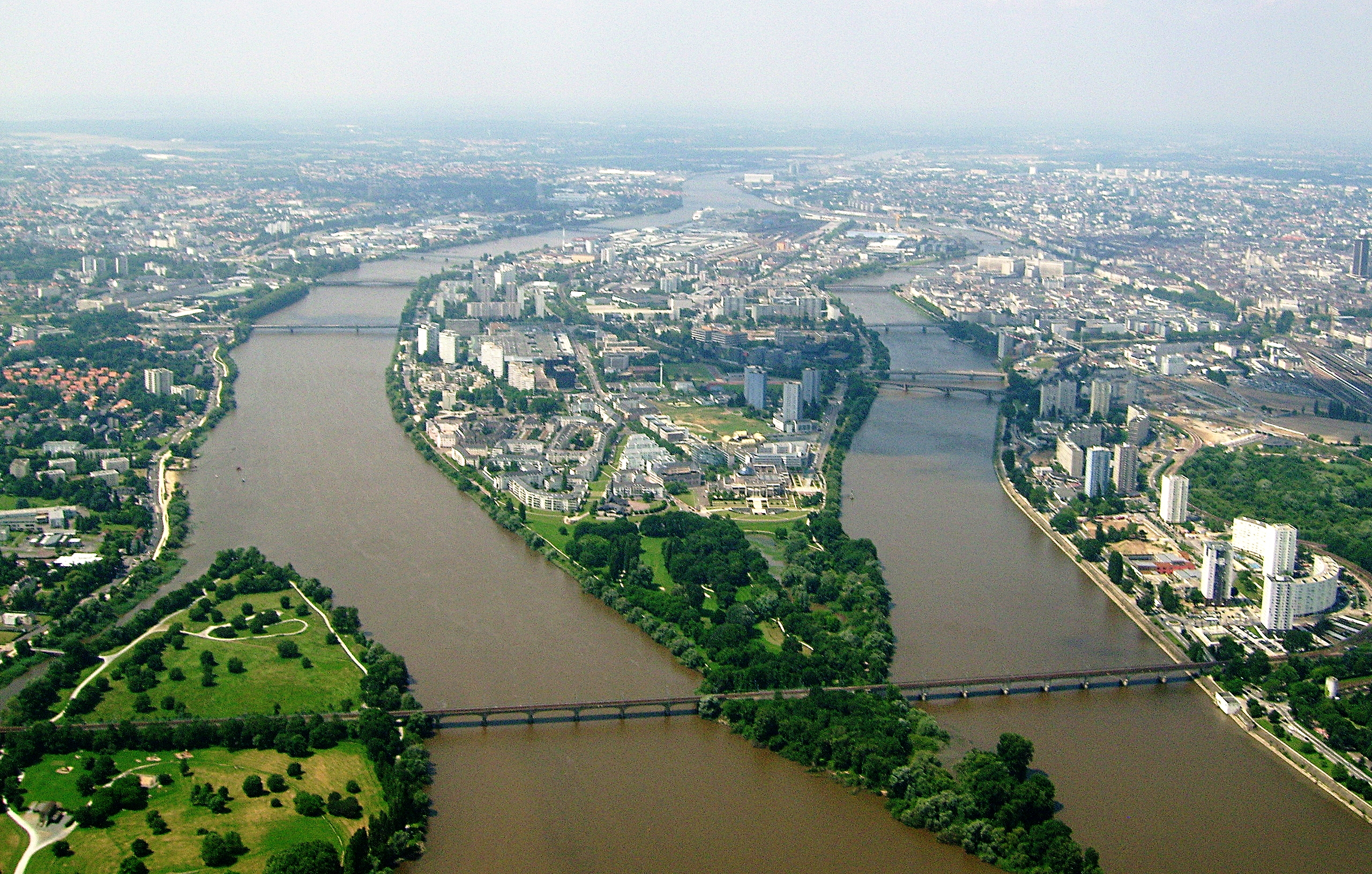
ナントを流れるロワール川

フランスには流域面積100,000km2を超えるロワール川や流域面積50,000km2を超えるガロンヌ川などの大河川があるが、スペインのビスケー湾岸は平野に乏しいことから大きな河川が存在しない。ビダソア川はフランス＝スペイン国境（チングディ湾）でビスケー湾に注いでいる。
フランス
- ロワール川（ペイ・ド・ラ・ロワール地域圏）
- シャラント川（ポワトゥー＝シャラント地域圏）
- ガロンヌ川（アキテーヌ地域圏）
- ドルドーニュ川（アキテーヌ地域圏）
- アドゥール川（アキテーヌ地域圏）
- ニヴェル川（アキテーヌ地域圏）

フランス＝スペイン国境
- ビダソア川

スペイン
- オイアルツン川（バスク州）
- ウルメア川（バスク州）
- オリア川（バスク州）
- ウロラ川（バスク州）
- デバ川（バスク州）
- アルティバイ川（バスク州）
- オカ川 (スペイン)（英語版）（ウルダイバイ河口、バスク州）
- ネルビオン川（ビルバオ河口、バスク州）
- アグエラ川（英語版）（カンタブリア州）
- アソン川（英語版）（カンタブリア州）
- ミエラ川（英語版） （カンタブリア州）
- パス川（英語版）（カンタブリア州）
- サイア川（英語版） （カンタブリア州）
- ナンサ川（英語版）（カンタブリア州）
- デバ川（英語版） （カンタブリア州＝アストゥリアス州境）
- セーリャ川（英語版）（アストゥリアス州）
- ナロン川（アストゥリアス州）
- ナビア川（アストゥリアス州）
- エスバ川（英語版）（アストゥリアス州）
- エオ川（英語版）（アストゥリアス州＝ガリシア州境）
- ランドロ川（英語版）（ガリシア州）
- ソル・マニョン川（英語版）（ガリシア州）

### 主な沿岸都市

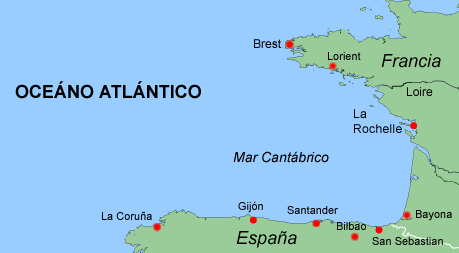
沿岸の主要都市

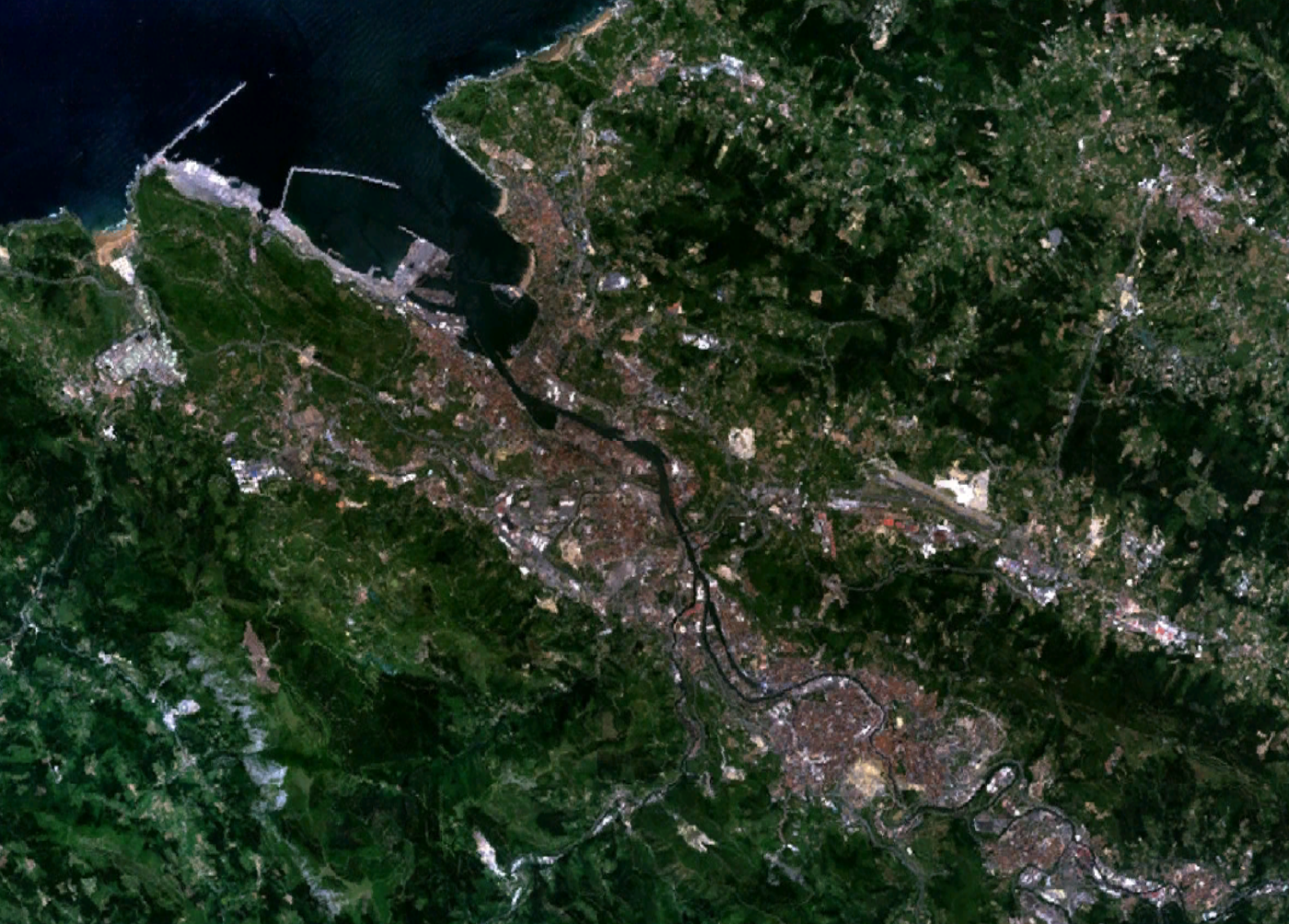
ビルバオ都市圏

フランス
- ブレスト
- サン＝ナゼール
- ナント（ロワール川を遡った位置）
- ラ・ロシェル
- ロシュフォール
- ボルドー（ジロンド川を遡った位置）
- バイヨンヌ

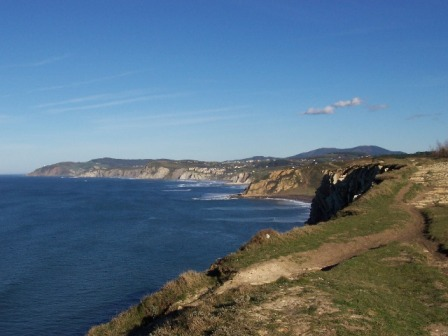
スペインのビスケー湾岸
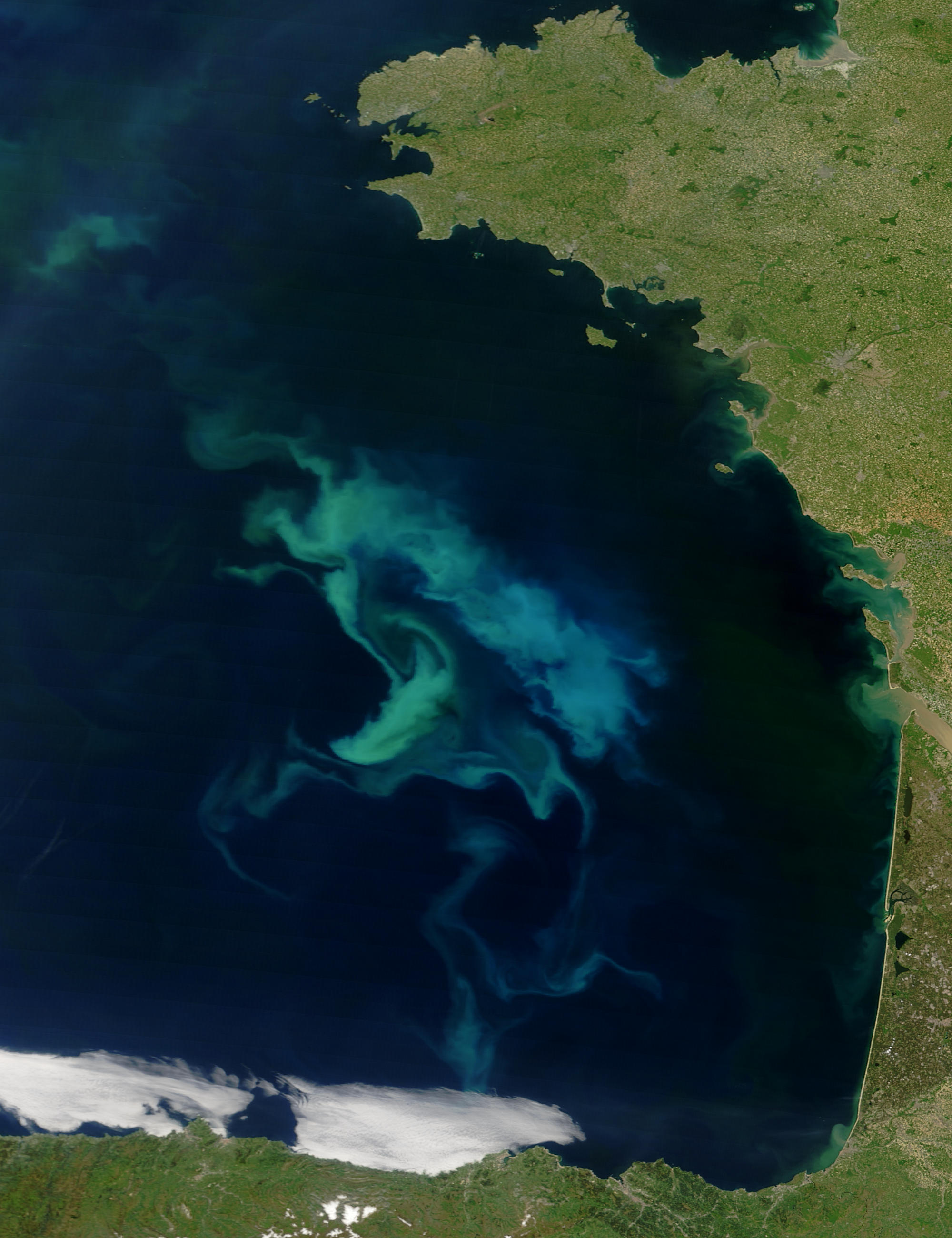
ビスケー湾に発生した水の華
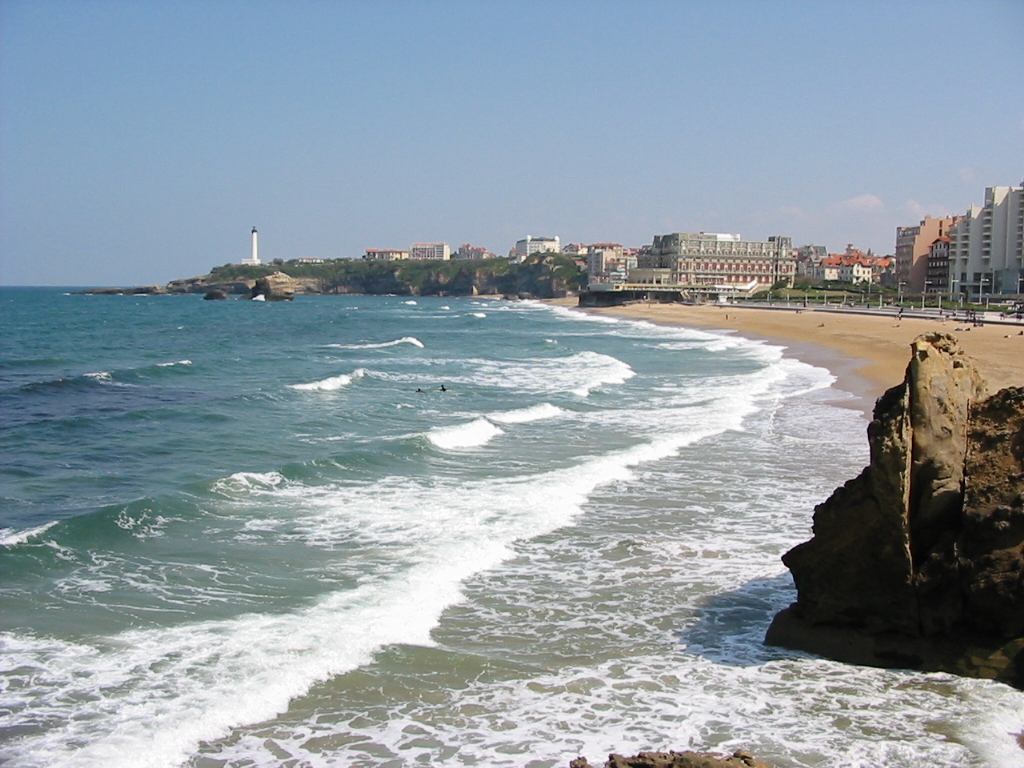
ビアリッツ
- サン＝ジャン＝ド＝リュズ

スペイン
- イルン
- サン・セバスティアン
- ビルバオ（ネルビオン川を遡った位置）
- ラレド
- サンタンデール
- リャネス
- ヒホン
- アビレス

- スペインのビスケー湾岸
- ビスケー湾に発生した水の華
- ビアリッツの海岸

## 自然

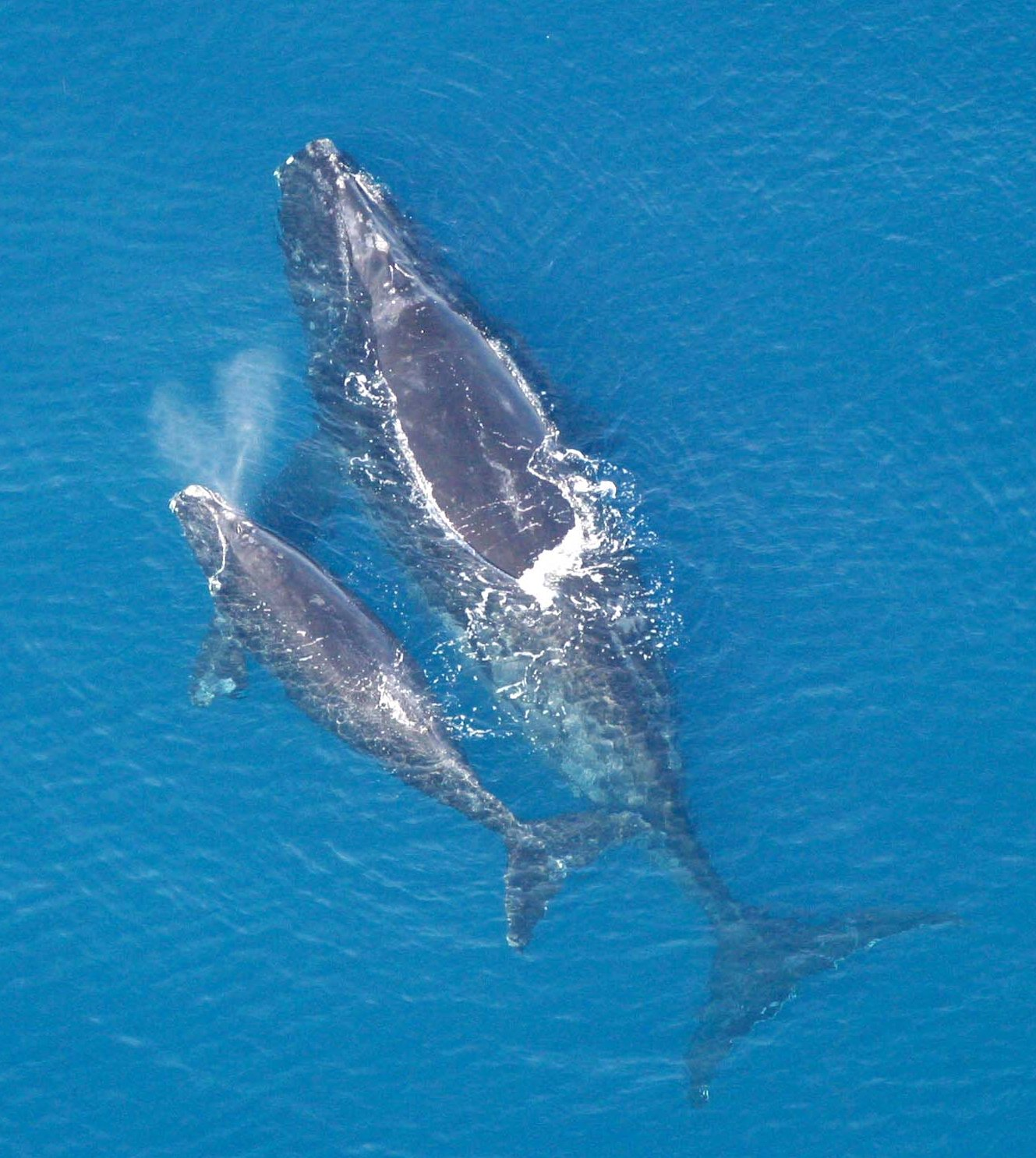
かつて多く生息していたタイセイヨウセミクジラ

ビスケー湾は地球上でもっとも多くのイルカ・クジラ類の種が生息する場所であり、クジラやイルカなど多くの海洋哺乳類の種を見ることができる。アカボウクジラなどのアカボウクジラ科が比較的頻繁に観察されている数少ない場所のひとつであり、ビスケー湾はアカボウクジラ科にとって世界最高の研究地域である。1995年頃からビスケー湾イルカ調査プログラムの研究者は、ポーツマスとビルバオの間を航行するP&Oフェリーのブリッジから定期的にイルカ・クジラ類の活動を観察・監視しているが、湾内で行われているトロール漁などがイルカ・クジラ類に被害を与えているとされる。
タイセイヨウセミクジラはもっとも絶滅の危機に瀕しているクジラの種である。かつては食事のために、またおそらく分娩のためにもビスケー湾にやってきたが、バスク人や他の民族の捕鯨活動によって1850年代以前にほとんど一掃された。今日、大西洋東部ではこの種はほぼ絶滅したと考えられており、現代ではわずかな目撃例を除いて、ビスケー湾でのこのクジラの記録は存在しない。わずかな事例としては、1977年に北緯43度00分 西経10度30分 / 北緯43.000度 西経10.500度で母子と思しきペアが確認され、1980年6月初頭に商業船から別のペアが確認されている。1977年9月にはガリシア州の北緯43度00分 西経10度30分 / 北緯43.000度 西経10.500度で捕鯨会社によって報告された個体がおり、さらにイベリア半島から観察された別の個体も報告されている。
スペイン国内における最後の確実な目撃情報は、1993年12月にエスタカ・デ・バレス岬で報告されている。

## 歴史

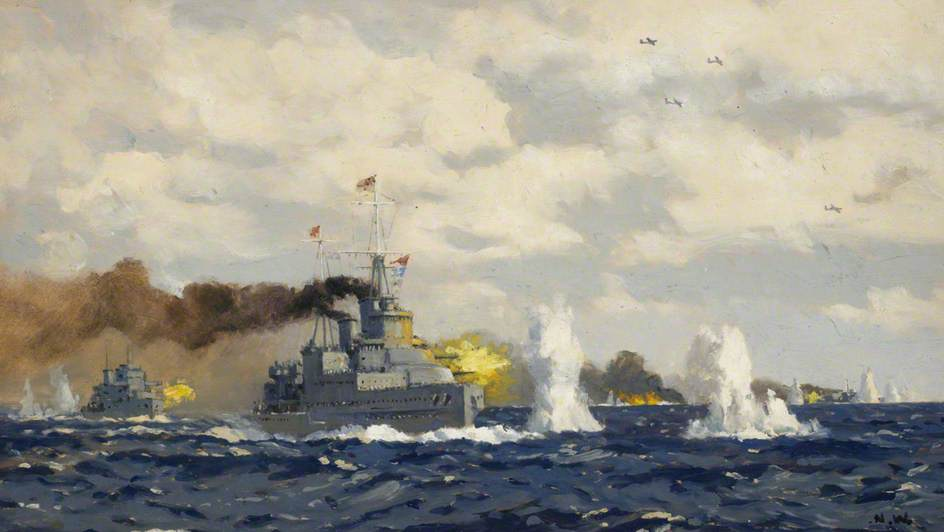
1943年のビスケー湾の戦い

### 漁業
ビスケー湾はバスク人の捕鯨揺籃の地である。9世紀、ヴァイキングがビスケー湾沿岸地域のボルドーやバイヨンヌといった主要都市を支配した頃から、この地域で小舟と銛による集団捕鯨が始まった。以降、バスク人は主にタイセイヨウセミクジラを漁獲、ヨーロッパ各地に鯨油・鯨肉・鯨髭を輸出し、中世において商業捕鯨がこの地域の基幹産業となった。14世紀頃にビスケー湾沿岸での捕獲量が減少したのをうけて、バスク人漁師たちは大西洋北西部のニューファンドランド島近海まで進出し、1560年代にバスク人の捕鯨は最盛期を迎えた。17世紀にオランダやイギリスなどが捕鯨を開始すると寡占状態が崩れ、バスク漁業はビスケー湾を基地とするタラの漁獲や塩干しの加工へと移行した。タイセイヨウセミクジラは19世紀までに個体数が激減したため、1937年以降には捕鯨が禁止されている。

### 軍事
中世から近世には何世紀にも渡って、ビスケー湾は各国海軍の交戦地となった。1592年、スペイン海軍はビスケー湾の戦いでイギリス海軍に勝利した。1795年6月のビスケー作戦はフランス革命戦争2年目にブルターニュ海岸南部でイギリス海峡艦隊とフランス大西洋艦隊が交えた2度の戦いの総称である。
1918年6月22日には、アメリカ海軍装甲巡洋艦のカリフォルニアが沈没した。機雷に接触したとする説もあるが、沈没の理由は定かではない。
第二次世界大戦においてフランスがナチス・ドイツに降伏すると、ビスケー湾沿岸はドイツ海軍により基地化され、Uボート・ブンカーなどが建設された。イギリスは海上航路を守るため、各軍港への爆撃やコマンド攻撃、出撃・帰港するUボートへの対潜作戦を実施した。サン＝ナゼールやロリアン、ラ・ロシェル、ボルドーといった港湾都市のドイツ軍守備隊は、フランスの大半が連合国軍により解放された後も本国の降伏かその直前まで抵抗を続けた。ストーンウォール作戦さなかの1943年12月28日、イギリス軍とナチス・ドイツ軍の間でビスケー湾の戦いが起こり、イギリス軍の軽巡洋艦のグラスゴーとエンタープライズがナチス・ドイツ軍の駆逐艦隊と戦った。

## 文化
今日のビスケー湾はクジラや海鳥の生息地として、ホエールウォッチングやバードウォッチングがさかんに行なわれている。強い風が吹くことから、ビスケー湾沿岸にはムンダカやビアリッツなどサーフィンスポットが多くある。フランスの外洋ヨットレースの1つ、フィガロ・シングルハンドレース（フィガロソロ）のコースともなっている。スペインではビスケー湾岸の各地でトライネラのレースが行われる。クジラを観察するのにもっとも良い海域は大陸棚を超えた水深の深い海域であり、特にビスケー湾南部のサンタンデール海底谷とトレラベーガ海底谷の上方である。
1906年からはビスケー湾沿岸でカキ養殖が行われている。深海魚の一種であるヒゲナガホテイはビスケー湾の海域に生息している。

## 交通
スペインのヒホンやビルバオやサンタンデール、フランスのナント、イギリスのポーツマスやプリマスやプールなどの間の航路でカーフェリーが運航されている。
| 発着地                             |   | 発着地                             | 出典   |
| ---------------------------------- | - | ---------------------------------- | ------ |
| アストゥリアス州ヒホン             | - | ペイ・ド・ラ・ロワール地域圏ナント | [ 10 ] |
| アストゥリアス州ヒホン             | - | プール                             | [ 10 ] |
| バスク州ビルバオ                   | - | ハンプシャー州ポーツマス           | [ 11 ] |
| カンタブリア州サンタンデール       | - | デヴォン州プリマス                 | [ 11 ] |
| カンタブリア州サンタンデール       | - | ハンプシャー州ポーツマス           | [ 11 ] |
| カンタブリア州サンタンデール       | - | プール                             |        |
| ペイ・ド・ラ・ロワール地域圏ナント | - | ロスレア                           | [ 10 ] |